# Nantucket Shoals
Pour les articles homonymes, voir Nantucket (homonymie).

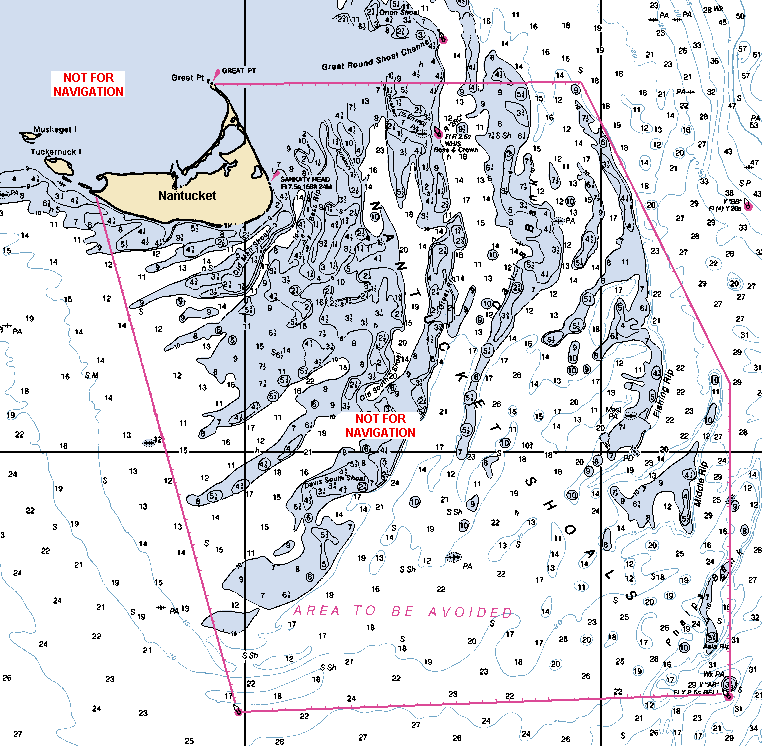
Détail de la carte marine de la NOAA montrant les Nantucket Shoals en ce qui concerne l'île de Nantucket.

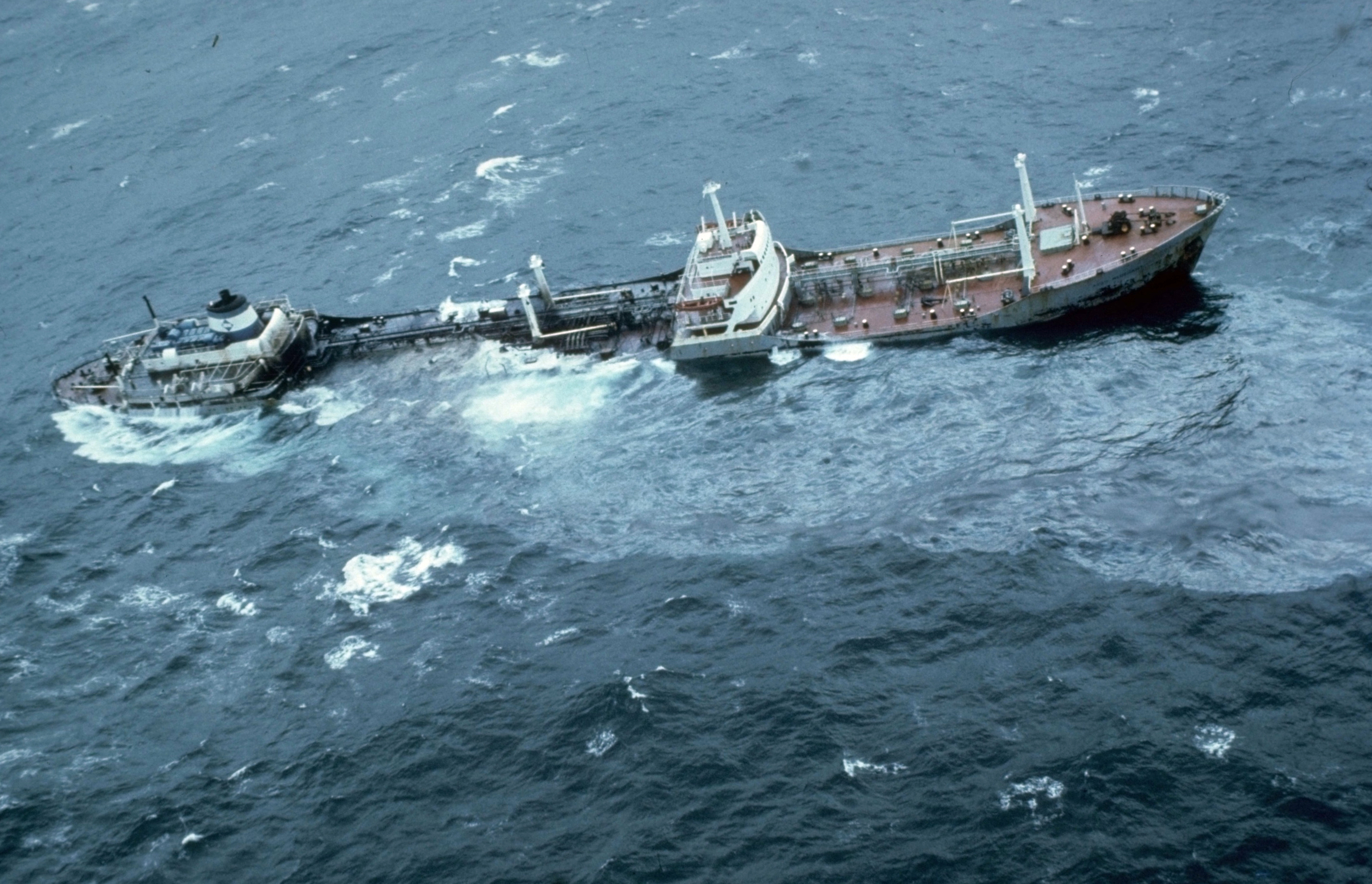
Le pétrolier Argo Merchant échoué dans la Middle Rip, le 15 décembre 1976.

Les Nantucket Shoals (« hauts-fonds de Nantucket » en français) sont une zone marine d'une profondeur dangereusement faible située dans l'océan Atlantique depuis l'île de Nantucket (Massachusetts) vers l'est sur 37 km et vers le sud-est sur 64 km. Par endroits, leur profondeur peut ne pas dépasser 91 cm ; la profondeur exacte reste imprévisible, car en constant changement à cause des forts courants. Ces hauts-fonds se trouvent juste à côté d'une grande voie de navigation transatlantique. De nombreux navires y ont fait naufrage, notamment le pétrolier Argo Merchant en décembre 1976. Jusqu'en 1983, la frontière de la zone était surveillée par le phare de Nantucket.
Les Nantucket Shoals sont découpés selon les zones suivantes :
- Asia Rip
- Davis Bank
- Fishing Rip
- Middle Rip
- Phelps Bank

Selon l'édition 2010 de l'ouvrage United States Coast Pilot édité par l'Organisation maritime internationale, une « zone à éviter » a été établie dans ces hauts-fonds. Les navires pétroliers ou transportant des matières dangereuses et les navires de plus de 1 000 tonnes doivent éviter la zone délimitée par les six points délimitant l'hexagone rose de la carte ci-contre.